# Organización Intra-Europea de Administración Fiscal

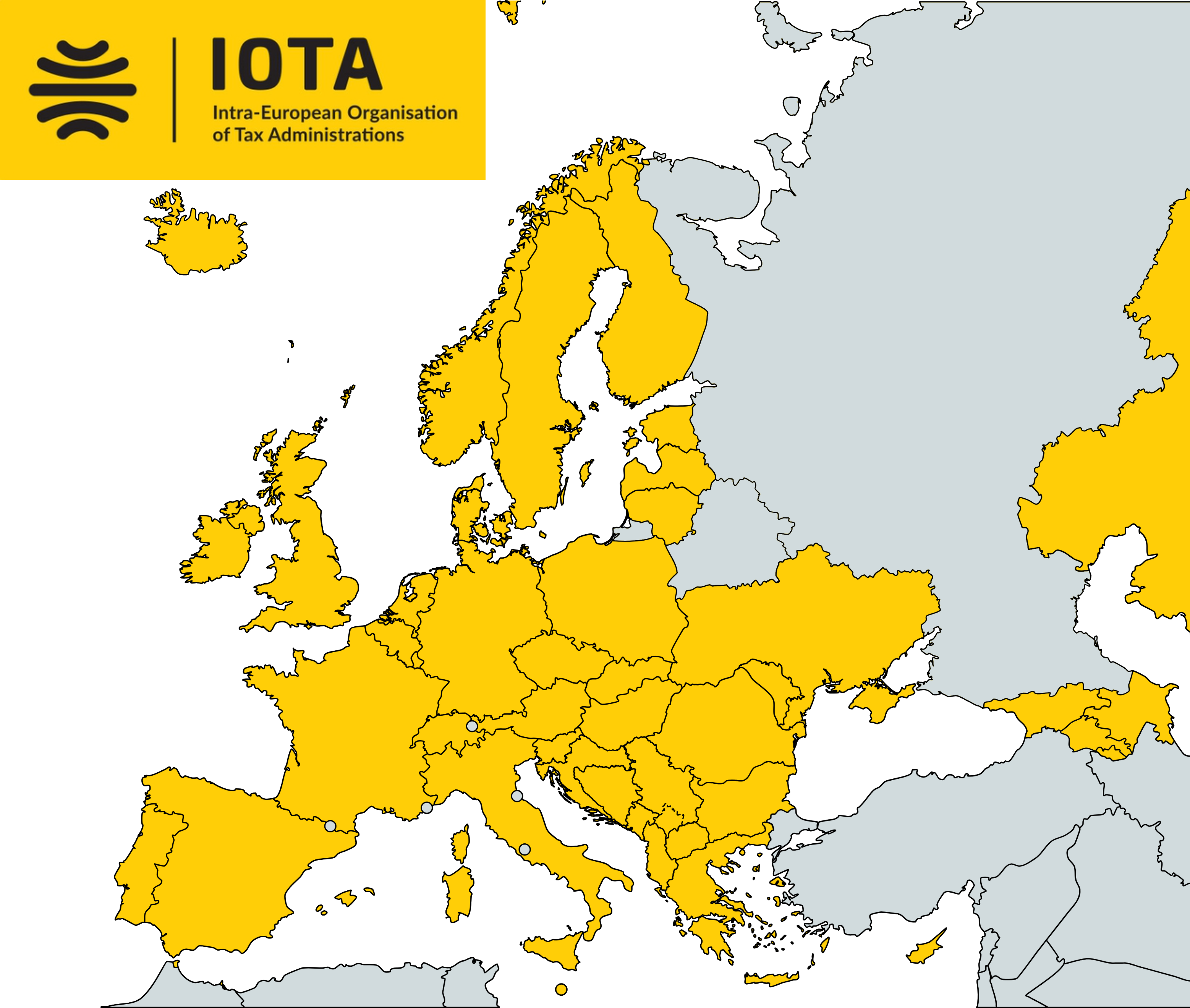

La Organización Intra-Europea de Administración Fiscal (en.:Intra-European Organisation of Tax Administrations abr.: IOTA) es un foro intergubernamental que da asistencia a sus órganos miembros de administración pública en los países Europeos para mejorar su funcionalidad. La organización fue implementada después de la Conferencia sobre Administración Pública en Europa Central, del Este y los Países Bálticos (CEEB) en Varsovia el 28-30 de octubre de 1996. Su formación fue apoyada por la Unión Europea (UUEE), El Fondo Monetario Internacional (IMF), la Organización para la Cooperación y el Desarrollo Económico (OCDE), el Centro Interamericano de Administraciones Tributarias (CIAT), y los Estados Unidos (EE. UU.). 